# Eburnamenina
Eburnamenina  es un alcaloide anticolinérgico.